# Obereopsis shillongensis
Obereopsis shillongensis är en skalbaggsart som beskrevs av Stefan von Breuning 1957. Obereopsis shillongensis ingår i släktet Obereopsis och familjen långhorningar. Inga underarter finns listade i Catalogue of Life.